# Ferdinandea-sziget
A Ferdinandea-sziget vagy más néven Graham-pad egy tenger alatti vulkán, amely a Földközi-tengerben a szicíliai Sciacca és Pantelleria szigete között helyezkedik el. Az 1831-ben keletkezett, majd alig fél évvel születése után elsüllyedt sziget kifejlődése csúcspontján elérte a 4 km²-es területet és a 65 méteres magasságot. Legmagasabb pontja napjainkban mintegy 6 méterrel a tenger felszíne alatt található.
A sziget túlnyomórészt laza vulkáni törmelékből – tefrából – állt, amit a tenger eróziója gyors ütemben volt képes pusztítani. A vulkáni tevékenység befejeztével hamar megkezdődött a sziget elsüllyedése. 1832 januárjában végleg elmerült a hullámok között, még mielőtt az érte folytatott nagyhatalmi viszály megoldódott volna.

## Története

### Ferdinandea születése

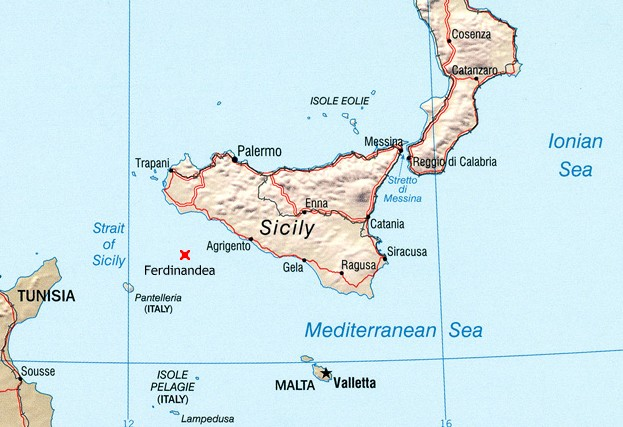
Ferdinandea földrajzi helyzete

1831. július 10-ről 11-re virradó éjszaka a sciaccai partoktól körülbelül 26 mérföldre, félúton Pantelleria és Szicília között, a hajósok által Secca del Corallónak (korallzátony) nevezett térségben földrengések kíséretében tengeralatti vulkáni működés vette kezdetét. Hamarosan a felszínen is megjelent a kráter, és horzsakövet, valamint lapillit szórt. A felszínre dobott anyagból 4 kilométer kerületű 60 méter magas kis sziget képződött. 
A közelben tartózkodó egyik hajó Corrao nevű kapitánya így számolt be ezekről a kitörésekről: „Mindig kis földrengések előzték meg őket, és erős robbanások kísérték. Vízkilövellést lehetett látni, majd közel 500 méter magas tűz és füstoszlop jelent meg. Július 16-án egy erőteljes működésben lévő vulkán csúcsát látták kiemelkedni, néhány nappal később egy kis sziget tűnt elő, amely a kitörés következtében még mindig növekedett és augusztus 4-ére kerülete elérte a 3 mérföldet, magassága pedig a 60 métert. Két kiemelkedő része volt, az egyik kelet, a másik nyugat felé, mint két egymással összekötött hegy két forrongó tavacskával.”
Nem sokkal azután, hogy elterjedt a hír a kis földdarab megjelenéséről, elsőként Karl Hoffmann a Berlini Egyetem geológus docense érkezett a helyszínre, aki akkor véletlenül éppen Szicíliában tartózkodott. A német professzor – miután részletes vizsgálatokat folytatott az új vulkánról – egy levélben beszámolt Serradifalco hercegének. A Bourbon-kormány azonnal a helyszínre küldte Domenico Scinà fizikust, aki elkészítette az első rövid tudományos összefoglalást a „sciaccai tengerben megjelent új vulkánról”. Carlo Gemmellaro professzor a cataniai egyetem földtörténeti tanszékének docense viszont egy részletes jelentést szerkesztett, ami felkeltette számos – elsősorban külföldi – tudós érdeklődését.

### Nagyhatalmak vitája a sziget birtoklásáért

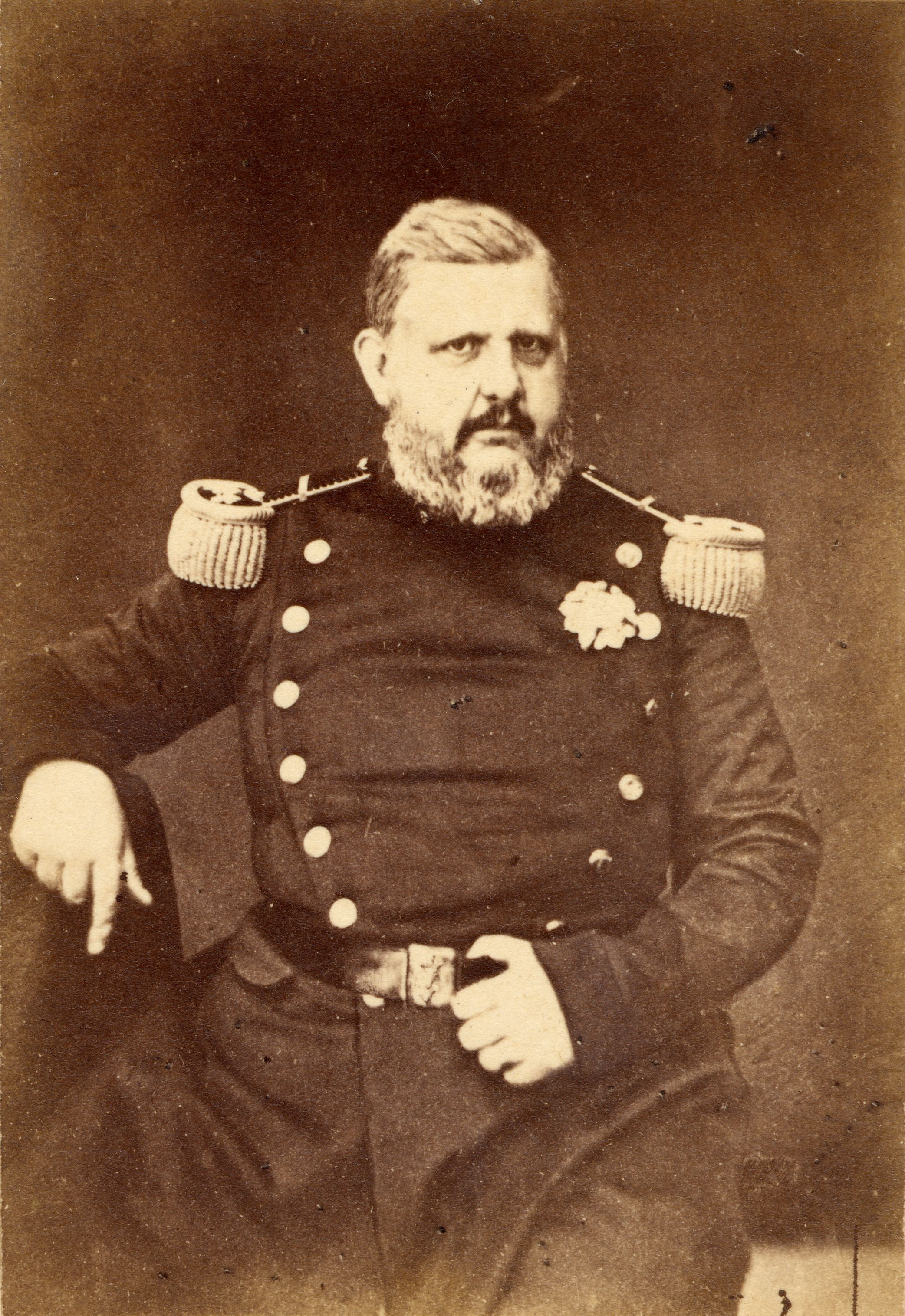
II. Ferdinánd (Nápoly és Szicília királya) (1810-1859)

A parányi sziget több európai ország vezetésének érdeklődését is felkeltette, akik a Földközi-tengeren mind hadi, mind pedig kereskedelmi szempontból kedvező helyzetű kikötőket kerestek. Sir Percival Otham brit admirális – aki a sziget körüli vizeken tartózkodott – részletes tanulmányt készített, majd Nagy-Britannia uralkodója, IV. Vilmos nevében elfoglalta a szigetet. 1831. augusztus 24-én az új szárazföldön kikötött Jenhouse kapitány és kitűzte a brit lobogót, és Graham-szigetnek nevezte el. 
A szicíliaiak és velük együtt Ferdinandeáról elsőként részletesebben beszámoló Corrao kapitány tiltakozása hamar eljutott II. Ferdinándig, Szicília Bourbon uralkodójáig. Azt javasolták nevezzék a szigetet Corraonak, és felkérték a királyt, hogy intézkedjen a brit fennhatóság ellen. 
Szeptember 26-án Franciaország – nehogy lemaradjon az új sziget körüli területfoglalás lehetőségéről – a helyszínre küldte La Fleche nevű vitorlását Jean La Pierre hajóskapitány irányításával, aki kisebb küldöttséget vitt magával, köztük a geológus Constant Prévosttal. Velük tartott Edmond Joinville festő is, neki köszönhetők a különleges jelenségről készült festmények. A franciák szeptember 29-éig tartó vizsgálataikat követően, újabb tanulmányokat készítettek a vulkánról. Az összegyűjtött anyagot elküldték De Rignynek, a francia flotta helyettes admirálisának. Megállapították, hogy a sziget partjai a hullámok tevékenysége következtében jelentősen erodálódtak, vagyis a hullámverés már addigra is nagy mennyiségű horzsakövet mosott alá a tengerbe. Ebből arra következtettek, hogy a szigetnek nincsen szilárd alapja, így az gyorsan elsüllyedhet. Ahogy az angolok, úgy természetesen a franciák sem kértek semmiféle hozzájárulást II. Ferdinándtól, a sziget törvényes uralkodójától, mivel az a Szicíliához tartozó vizeken emelkedett ki. Sőt a franciák île Julia, azaz Júlia-sziget névre keresztelték, mivel júliusban keletkezett, és egy táblát helyeztek el az utókornak emlékeztetőül, melyen a következő felirat állt: „Júlia szigete - Constant Prévost a párizsi egyetem geológiaprofesszora és Edmond Joinville festő urak - 1831. szeptember 27., 28., 29.” A hatalomátvétel jeléül pedig a sziget legmagasabb pontján kitűzték a francia lobogót. 
II. Ferdinánd – miután tudomására jutott, hogy milyen nagy nemzetközi érdeklődést váltott ki a sziget – odarendelte az Etna nevű tüzér vitorláshajót Corrao kapitány irányításával, aki partra szállt, kitűzte a Bourbon-zászlót, és az uralkodó tiszteletére Ferdinandea-szigetnek nevezte el a tűzhányót. Eleinte úgy tűnt, hogy az esemény nem váltott ki nagy felháborodást, azonban a britek hatalmas hajóhaddal érkeztek a helyszínre. Corrao kapitánynak és tengerészeinek, Douglas kapitány diplomáciai közbenjárásával sikerült azonban elérnie, hogy a kérdés megoldását az érintett kormányok döntsék el.

### Ferdinandea elsüllyedése
Nem sokkal később a franciák jövendölése elkezdett beigazolódni. Akik a térségben közlekedő I. Ferdinánd gőzhajóval arrafelé jártak, arról számoltak be, hogy a sziget kerülete már csak fél mérföld lehet és csökkent a magassága. 1831 október vége felé a Bourbon-kormány hivatalosan is állást foglalt az ügyben, s erről levélben értesítette Nagy-Britannia és Franciaország kormányát is. A két hatalom értésére adta, hogy a nemzetközi jog értelmében az új földdarab Szicíliához tartozik. A két kormány azonban nem válaszolt és újra fellángoltak a hatalmi harcok, mivel mindkét fél erősíteni szerette volna stratégiai helyzetét a Földközi-tengeren. 
November 7-ére, amikor az angol Walker, az Alban hajó kapitánya megmérte a szigetet, kerülete mindössze negyed mérföldre csökkent magassága pedig alig 20 méter volt. November 16-án már csak kis szirtek látszottak belőle, december 8-án pedig Allotta, az Achille vitorlás kapitánya a sziget eltűnéséről számolt be. A szigetből csupán egy szélesebb, lávakőzetből álló zátony maradt, melyet manapság a hajózási térképeken Graham-padként tüntetnek fel Pantelleriától 24 mérföldre északkeletra. 
1846-ban és 1863-ban a sziget újra előbukkant rövid időre, hogy azután néhány nap múlva ismét elmerüljön. Nem maradt belőle más, mint a számtalan név, melyekkel a nemzetközi viszály során illették: Júlia, Nerita, Corrao, Hotham, Graham, Sciacca, Ferdinandea.

## Ferdinandea ma

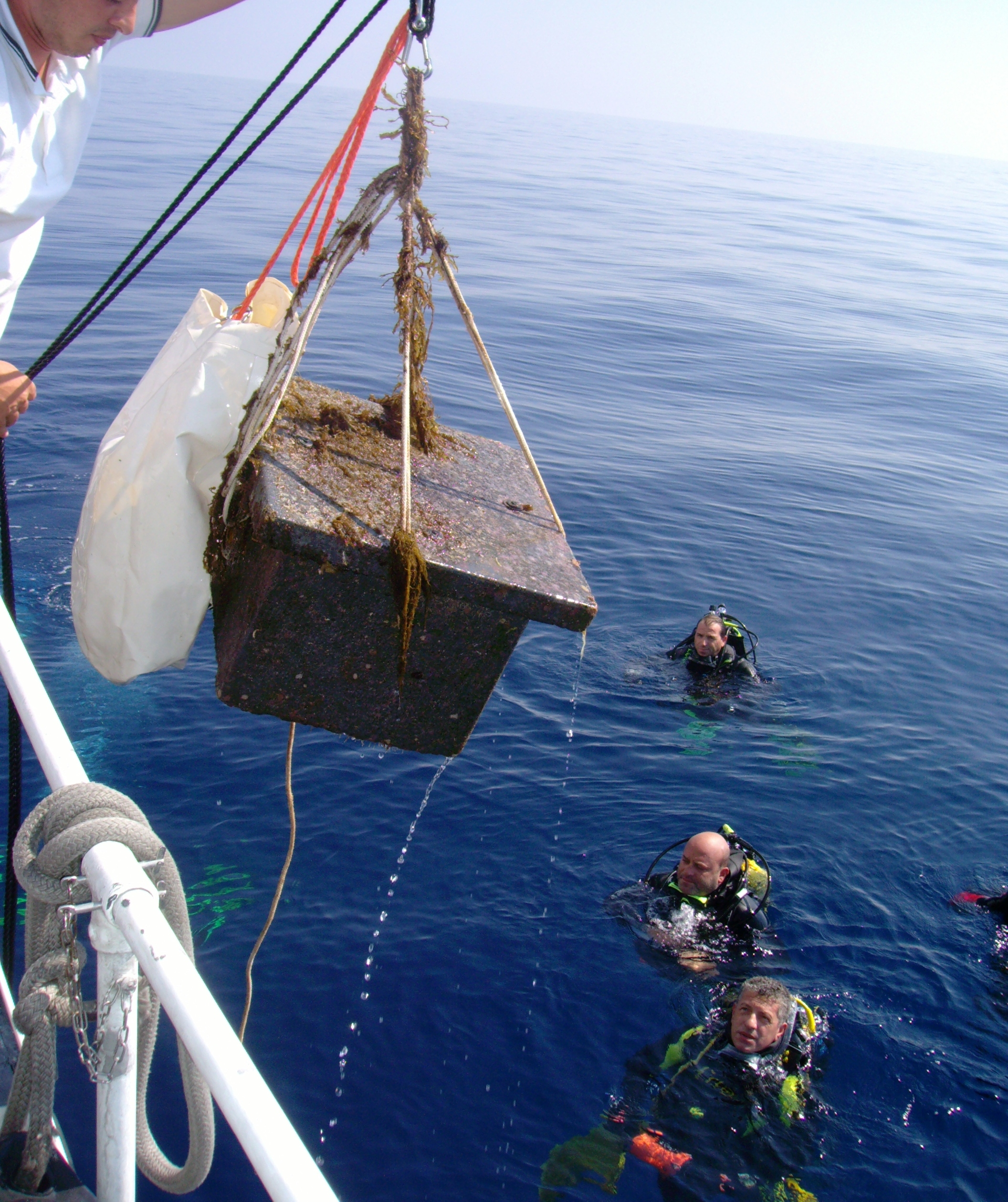
A tűzhányót vizsgáló szeizmográf kiemelése

Az 1968-ban a Belice-folyó völgyében lezajlott földrengést követően a Graham-padot körülvevő vizeket örvényleni és forrni látták. A szakemberek a sziget újbóli kiemelkedése előjelének vélték ezt. Nem így történt, de a brit flotta Földközi-tengeren szolgáló egységei mozgolódni kezdtek a térségben. A félreértések elkerülése végett a szicíliaiak a Graham-pad felszínére egy kőtáblát helyeztek, melyek sorai közt ez olvasható: „…a Ferdinánd sziget a szicíliaiaké volt és marad…”. Néhány éve a tábla megrongálódott (valószínűleg egy hajó horgonya sérthette meg), de nyomban helyre is állították.
Ezt követően a tűzhányó évtizedekig nyugalomban volt, csúcsa az 1980-as években 8 méterrel a tengerszint alatt helyezkedett el. 1986-ban egy amerikai bombázógép pilótája líbiai tengeralattjárónak vélte, és bombát is dobott rá. 
2002-ben a térségben újra megindult szeizmikus tevékenységből a vulkanológusok arra következtettek, hogy hamarosan egy újabb kitörésre lehet számítani, melynek hatására a sziget újra kiemelkedhet. A hatalmi harcok megelőzése érdekében a sziget ismételt kiemelkedését várva olasz könnyűbúvárok kitűzték csúcsára a trikolórt. A kitörések azonban nem következtek be, 2005-ben a Ferdinandea-sziget csúcsa még mindig 6 méterrel a tenger szintje alatt volt. 
A legújabb oceanográfiai vizsgálatok kiderítették, hogy valójában a sziget és a közeli Terribile- és Nerita-padok, az Empedoklész nevű tenger alatti tűzhányó parazitakúpjai. Ez egy alapterületét tekintve az Etnához hasonló vulkánkomplexum, mely átlagosan 500 méterrel emelkedik a tengerfenék fölé. 
2006 szeptemberében a cataniai geofizikai és vulkanológiai kutatóintézet szakemberei Giovanni Lanzafame professzor vezetésével, a parti őrség segítségével indított tengeralatti expedíció keretében elhelyeztek egy szeizmográfot a Ferdinandea-sziget csúcsán, hogy figyelje a vulkánkomplexum szeizmikus tevékenységét. A mérőeszközt tartalmazó szarkofágot ugyanez a csapat 2007. szeptember 22-én hozta felszínre.

## Fordítás
- Ez a szócikk részben vagy egészben  az   Isola Ferdinandea című olasz Wikipédia-szócikk fordításán alapul.  Az eredeti cikk szerkesztőit annak laptörténete sorolja fel. Ez a jelzés csupán a megfogalmazás eredetét és a szerzői jogokat jelzi, nem szolgál a cikkben szereplő információk forrásmegjelöléseként.